# Borehamwood
Borehamwood este un oraș în comitatul Hertfordshire, regiunea East, Anglia. Orașul aparține districtului Hertsmere a cărui reședință este. 